# Mabel Gisela Torres
Mabel Gisela Torres Torres (Bahía Solano, Chocó; 13 de junio de 1972) es licenciada en biología y científica colombiana egresada de la Universidad del Valle. El 30 de diciembre de 2019 fue designada por el presidente Iván Duque Márquez como la primera Ministra de Ciencia, Tecnología e Innovación de Colombia, tomando posesión oficialmente el 10 de enero de 2020.

## Biografía
Nació en 1972 en Bahía Solano, donde estudió hasta quinto grado. En Quibdó terminó su bachillerato y con 17 años en 1989 entró a la Universidad del Valle en Cali a estudiar Licenciatura en Biología.
En 1996 realizó una maestría en la misma Universidad en Microbiología al tiempo que trabajaba en un proyecto de investigación sobre el cáncer gástrico en la misma institución.
En 1998 fue nombrada como profesora de planta en la Universidad Tecnológica del Chocó. Un año después, y hasta 2003, trabajó con control de calidad en las Empresas Públicas de Quibdó. Ese mismo año se fue a vivir a México donde realizó un doctorado en ciencias biológicas en la Universidad de Guadalajara, inicialmente sin beca, pero luego recibió el apoyo parcial de Colciencias y de otras becas de la misma Universidad.
En 2007 realizó una estancia postdoctoral de un año en la misma Universidad en Sistemática de Hongos. Torres estudió con un género de hongos llamado Ganoderma que tiene componentes curadores del cáncer. En su tesis de doctorado estudió los componentes químicos, moleculares y morfológicos de las Ganodermas de todo el mundo, incluyendo las de América tropical.